# Museu de Arte Contemporânea Atchugarry
O Museu de Arte Contemporânea Atchugarry (em espanhol: Museo de Arte Contemporáneo Atchugarry), também conhecido pela sigla MACA, é um museu localizado em Manantiales, no departamento de Maldonado, Uruguai.

## Projeto
O museu foi idealizado pelo escultor uruguaio Pablo Atchugarry e viabilizado por meio da fundação que leva seu nome. A concepção arquitetônica ficou a cargo do arquiteto Carlos Ott. Para sua construção, foi utilizada madeira da espécie Eucalyptus grandis. O edifício do museu foi desenvolvido como um projeto de construção com mais de 5.000 metros quadrados, contando com com quatro salas de exposição, uma sala multifuncional e uma sala de cinema. Desde o início do projeto, o MACA tem sido descrito como o "primeiro museu permanente de arte contemporânea" do Uruguai.
Foi inaugurado em 8 de janeiro de 2022 com uma exposição antológica dedicada ao trabalho de Christo e Jeanne-Claude. A cerimônia contou com a presença do presidente do Uruguai, Luis Lacalle Pou, além de importantes figuras da arte e da cultura nacionais e internacionais. Pouco após a inauguração, o museu foi incluído pela revista Condé Nast Traveller em uma lista internacional de novos museus de destaque.
O museu está situado ao longo da Rota 104, nomeada em homenagem a Alejandro Atchugarry, irmão de Pablo Atchugarry e ex-político uruguaio.

## Acervo
O acervo inicial do MACA é composto por cerca de 500 obras, com peças de artistas como Wifredo Lam, Vik Muniz, Louise Nevelson, Frank Stella e Joaquín Torres García, entre outros.